# Анальные железы
Ана́льные же́лезы (параанальные железы) — железы внешней секреции, производные потовых и сальных желёз у млекопитающих. Открываются в полость задней кишки или рядом с анусом. Выделяют пахучую жидкость (секрет). Используются животными для узнавания друг друга (внутривидовой идентификации), привлечения партнеров (апелленты), отпугивания врагов (служат в качестве репеллента), а также для мечения занятой территории.
Анальные железы встречаются у многих хищных (скунс, почти все собачьи), но их нет, в частности, у таких хищных, как  каланы и, возможно, некоторых медвежьих.
У домашних собак железы опорожняются в норме при дефекации, но могут «выстрелить» также при активных движениях или при стрессе. Проблемы с опорожнением анальных желёз могут быть вызваны их закупоркой или воспалением (анальный саккулит). Основными симптомами являются тенезмы, дискомфорт при сидении и попытки кусать, лизать или чесать анальную зону. Лечение производится ветеринарным врачом и включает в себя ручную эвакуацию содержимого желёз, а также санацию физраствором и введение антибиотиков в полость желёз при наличии инфекции.
Проблемы с опорожнением анальных желёз также встречаются и у домашних кошек, особенно в пожилом возрасте.